# Facultad de Ingeniería de la Universidad Nacional de La Plata
La Facultad de Ingeniería de la Universidad Nacional de La Plata es un establecimiento de nivel superior, público, gratuito y estatal, dependiente del Estado argentino. Fue fundada en 1968 como escisión de la antigua Facultad de Ciencias Físicas, Matemáticas y Astronómicas.

## Historia
En 1897 fue fundada la Facultad de ciencias fisicomatemáticas de la recién creada Universidad Nacional de La Plata, a partir de la iniciativa del senador provincial Rafael Hernández, quien fuera el principal impulsor de la Universidad.
Ese mismo año se iniciaron los cursos, con una matrícula de veinte alumnos regulares. En ese momento la Facultad estaba en condiciones de expedir los diplomas de ingeniero civil, mecánico, arquitecto, agrimensor, doctor en ciencias físico-matemáticas, doctor en ciencias naturales y doctor en química.
La Biblioteca de la Facultad fue fundada en agosto de 1912, siendo una de las bibliotecas universitarias más antiguas del país. 
En el año 2024 asume como vicedecana la Ing Patricia L. Arnera, siendo la primera mujer en ocupar el cargo. Se inicia la construcción del edificio de Ingeniería de la Producción

## Departamentos
Los Departamentos son dependencias de la gestión ejecutiva del Gobierno de la Facultad respecto de las atribuciones establecidas al Decano exclusivamente.
- Departamento de Aeronáutica
- Departamento de Agrimensura
- Departamento de Ciencias básicas

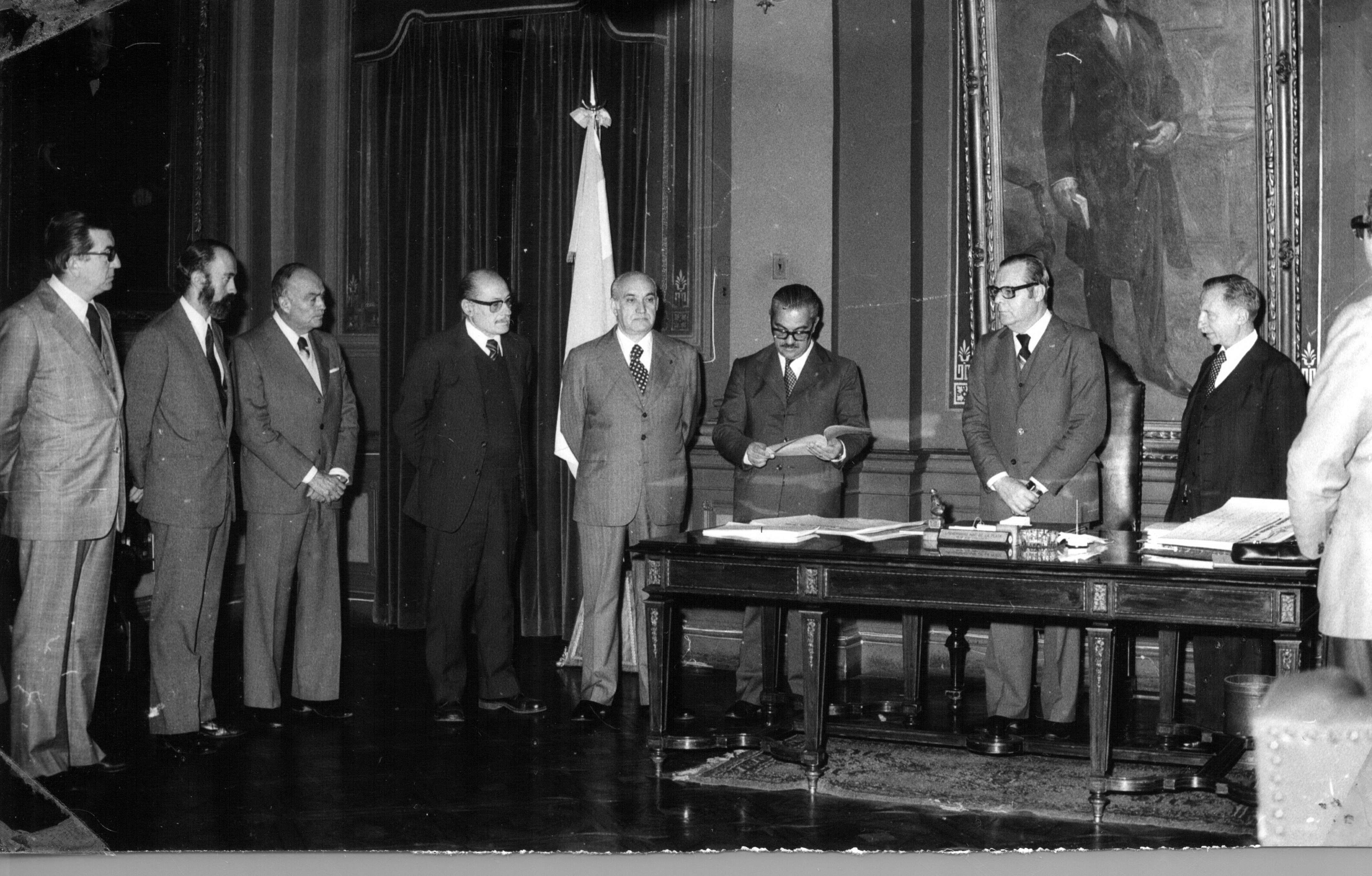
Acto de asunción del ingeniero Roberto Diego Cotta como decano de la Facultad. 16 de septiembre de 1979.

- Departamento de Ingeniería civil
- Departamento de Electrotecnia
- Departamento de Hidráulica
- Acto de asunción del ingeniero Roberto Diego Cotta como decano de la Facultad. 16 de septiembre de 1979. Departamento de Ingeniería de la Producción
- Departamento de Ingeniería Química
- Departamento de Materiales
- Departamento de Mecánica

## Carreras
Las titulaciones otorgadas son
- Ingeniería aeroespacial
- Ingeniería en agrimensura
- Ingeniería civil
- Ingeniería en computación
- Ingeniería electromecánica
- Ingeniería en electrónica
- Ingeniería en energía eléctrica
- Ingeniería hidráulica
- Ingeniería industrial
- Ingeniería en materiales
- Ingeniería mecánica
- Ingeniería en telecomunicaciones
- Ingeniería química

## Sede
Desde principios del siglo XX la Facultad de Ingeniería ocupa uno de los campus de la UNLP, hoy llamado Grupo Bosque Oeste, que se organiza alrededor del Colegio Nacional. El predio es un gran parque arbolado, dentro del cual se suceden los pabellones de los distintos departamentos que componen a la Facultad: mientras el Edificio Central y Decanato (proyectado por los ing. Massini y Olmos en 1905 como Internado del Colegio Nacional) está en la esquina de avenida 1 y calle 47; sobre la calle 50 se encuentra el del Departamento de Ciencias Básicas, en el centro del complejo se destaca el Departamento de Electrotecnia, y hacia el lado de la calle 47 el Departamento de Hidráulica que ocupa dos edificios. El Departamento de Aeronáutica tiene otros dos pabellones propios, junto al Departamento de Construcciones y la Biblioteca “Julio R. Castiñeiras”, y el Departamento de Ingeniería Química se encuentra en dos edificios separados.
En 2011 se inauguró un nuevo pabellón para el Departamento de Agrimensura y comenzó a construirse la primera etapa de uno propio para el Departamento de Mecánica, que hasta ese momento compartía pisos con el de Electrotecnia. . En el año 2018 se inaugura el edificio del Departamento de Mecánica, emplazado justo en frente del de Electrotecnia.

## Población estudiantil
| Estudiantes          | 6.733 | 6.722  | 7.193  | 6.553  |
| Variación interanual | -     | -0.02% | +0.07% | -0.08% |